# Tsjornaja retsjka (metrostation)
Tsjornaja retsjka (Russisch: Чёрная речка) is een station van de metro van Sint-Petersburg. Het station behoort tot de Moskovsko-Petrogradskaja-lijn en werd geopend op 6 november 1982. Het metrostation ligt ten noorden van het stadscentrum, bij de oever van de Neva. Zijn naam dankt het station aan een zijriviertje van de Neva, het "Zwarte Riviertje".
Het station is diep gelegen en beschikt over een perronhal met een gewelfd plafond. Het bovengrondse toegangsgebouw bevindt zich aan de Oelitsa Krylova, tussen de Primorski prospekt en de kade langs de Tsjornaja retsjka. Aan het einde van de perronhal staat een beeld van Aleksandr Poesjkin, die in de buurt van de locatie van het metrostation werd gedood in een duel.